# Проскінченна група
У математиці проскінченною групою називається топологічна група, яка є проєктивною границею скінченних груп. Для них існують узагальнення багатьох властивостей скінченних груп, зокрема теореми Лагранжа і Силова.
Некомпактним узагальненням проскінченних груп є локально проскінченні групи.

## Означення
Існує кілька еквівалентних означень проскінченних груп.

### Перше означення
Проскінченною групою називається топологічна група, що є ізоморфною проєктивній границі дискретних скінченних груп. 
Докладніше для деякої частково впорядкованої множини {\displaystyle (I,\leqslant )}, множина скінченних груп {\displaystyle {\mathcal {G}}=\{G_{i}:i\in I\}} із дискретними топологіями і гомоморфізмів {\displaystyle \{f_{i}^{j}:G_{j}\to G_{i}\mid i,j\in I,i\leqslant j\}} таких, що {\displaystyle f_{i}^{i}} є тотожним гомоморфізмом на {\displaystyle G_{i}} і виконуються умови композиції {\displaystyle f_{i}^{j}\circ f_{j}^{k}=f_{i}^{k}}, проєктивною границею є множина:
{\displaystyle \varprojlim G_{i}=\left\{(g_{i})_{i\in I}\in \prod _{i\in I}G_{i}:f_{i}^{j}(g_{j})=g_{i}{\text{ для all }}j\geqslant i\right\}}.
На цій множині можна ввести топологію індуковану із добутку топологій, а також структуру групи за допомогою покомпонентного виконання відповідних групових операцій. Із цими структурами {\displaystyle \varprojlim G_{i}} є топологічною групою, яка і називається проскінченною групою. 
Якщо позначити {\displaystyle p_{i}:\varprojlim G_{i}\to G_{i}} — проєкції на відповідні компоненти, то для {\displaystyle i\leqslant j} тоді {\displaystyle p_{i}=f_{i}^{j}\circ p_{j}.} Ці проєкції дозволяють також сформулювати означення проєктивної границі за допомогою універсальної властивості: для множини {\displaystyle \{G_{i}:i\in I\}} скінченних груп із гомоморфізмами як вище, проскінченною групою називається група G із гомоморфізмами {\displaystyle p_{i}:G\to G_{i}} для яких {\displaystyle p_{i}=f_{i}^{j}\circ p_{j}} для {\displaystyle i\leqslant j} і до того ж, якщо H є іншою групою для якої існують гомоморфізми {\displaystyle h_{i}:H\to G_{i}} такі, що {\displaystyle h_{i}=f_{i}^{j}\circ h_{j}} для {\displaystyle i\leqslant j}, то існує єдиний гомоморфізм {\displaystyle h:H\to G} для якого {\displaystyle h_{i}=p_{i}\circ h.}

### Друге означення
Проскінченною групою називається гаусдорфова, компактна група для одиничного елемента (і відповідно для будь-якого елемента) якої існує база околів який складається із відкрито-замкнутих підмножин.
Більш того еквівалентно можна вимагати щоб база околів складалася лише із відкритих підгруп (вони тоді також будуть замкнутими і отже відкрито-замкнутими підмножи) і навіть із відкритих (і тому також відкрито-замкнутих) нормальних підгруп.

### Третє означення
Проскінченна група є гаусдорфовою, компактною і цілком незв'язною топологічною групою, тобто топологічною групою, яка також є простором Стоуна. При такому означенню перше означення можна одержати розглянувши проєктивну границю {\displaystyle \varprojlim G/N} де {\displaystyle N} є відкритими нормальними підгрупами групи {\displaystyle G} упорядкованими оберненим вкладенням підмножин.

### Доведення еквівалентності

#### (1) -> (2)
Нехай {\displaystyle (a_{i})_{i\in I}} і {\displaystyle (b_{i})_{i\in I}} є двома різними елементами групи G як у першому означенні. Відповідно {\displaystyle a_{j}\neq b_{j}} для деякого {\displaystyle j\in I} і оскільки група {\displaystyle G_{j}} є дискретною то одноелементні підгрупи {\displaystyle \{a_{j}\},\ \{b_{j}\}\subset G_{j}} є відкритими підмножинами. Відповідно їх прообрази при проєкції {\displaystyle p_{j}^{-1}(\{a_{j}\})} і {\displaystyle p_{j}^{-1}(\{b_{j}\})} теж є відкритими і їх перетин є порожнім. Оскільки очевидно {\displaystyle (a_{i})\in p_{j}^{-1}(\{a_{j}\})} і {\displaystyle b_{i}\in p_{j}^{-1}(\{b_{j}\})} то група G є гаусдорфовою.
Усі групи {\displaystyle G_{i}} в означенні є скінченними дискретними, а тому компактними. Відповідно і їх добуток є компактним. Оскільки {\displaystyle G_{i}} також є гаусдорфовими, то всі підгрупи G, що є розв'язками рівнянь {\displaystyle p_{j}=f_{j}^{k}\circ p_{k}} для {\displaystyle j\leqslant k} є замкнутими. Оскільки проєктивна границя є рівною перетину таких підгруп вона є замкнутою як підмножина добутку {\displaystyle G_{i}} і тому компактною, як замкнута підмножина компактного простору.
Також як підпростір добутку просторів G має базу топології виду {\displaystyle G\cap \prod _{i\in I}U_{i}} де всі {\displaystyle U_{i}} є відкритими підмножинами {\displaystyle G_{i}} і всі вони за винятком скінченної кількості є рівними {\displaystyle G_{i}}. Нехай тепер {\displaystyle (a_{i})_{i\in I}} є довільною точкою G і {\displaystyle G\cap \prod _{i\in I}U_{i}} є деякою множиною із базиса, що містить цю точку. Якщо {\displaystyle i_{1},\ldots ,i_{n}} є скінченною множиною індексів для яких {\displaystyle U_{i}\neq G_{i}} то всі {\displaystyle a_{i_{k}}\in U_{i_{k}}} і, оскільки всі групи {\displaystyle G_{i}} є дискретними і томі всі одноточкові підмножини відкрито-замкнутими, прообрази {\displaystyle p_{i_{k}}^{-1}(\{a_{i_{k}}\})} є відкрито-замкнутими. Тому також їх перетин {\displaystyle p_{i_{1}}^{-1}(\{a_{i_{1}}\})\cap \ldots \cap p_{i_{n}}^{-1}(\{a_{i_{n}}\})} є відкрито-замкнутою підмножиною і до того ж цей перетин міститься у {\displaystyle G\cap \prod _{i\in I}U_{i}}. Тобто для кожної точки і множини із бази, що містить цю точку знайдено відкрито-замкнутий окіл точки, що міститься у множині бази. Тому відкрито-замкнуті околи точки утворюють базу околів точки. Зрозуміло, що для топологічних груп достатньо розглядати лише околи одиничного елемента e оскільки кожен окіл елемента {\displaystyle g\in G} має вигляд  {\displaystyle gU,} де U — окіл одиничного елемента і цей окіл є відкритим, замкнутим чи відкрито-замкнутим тоді і тільки тоді коли таким є U.
Розглянемо тепер відкрито-замкнуті околи одиничного елемента і доведемо, що кожен такий окіл містить відкриту підгрупу і навіть нормальну підгрупу. Кожна відкрито-замкнута підмножина A є компактною і відкритою, а тому із загальних властивостей топологічних груп випливає існування відкритого околу V одиничного елемента для якого {\displaystyle VA\subset A}. Якщо позначити {\displaystyle W=V\cap V^{-1}}, то W є відкритим околом одиничного елемента і {\displaystyle W=W^{-1}}. Також {\displaystyle WA=W^{-1}A\subset A} і за індукцією {\displaystyle W^{n}A\subset A} для всіх цілих чисел n. Якщо H є групою породженою елементами із W, то {\displaystyle H=\cup _{n\in \mathbb {Z} }W^{n}A}, тож H є відкритою підгрупою і {\displaystyle H\subset A,} що доводить першу частину твердження.
Як відкрита підгрупа у компактній групі H має скінченний індекс і тому скінченну кількість різних груп виду {\displaystyle g^{-1}Hg} для {\displaystyle g\in G}. Їх перетин буде відкритою нормальною групою, що міститься в H і тому в A.

#### (2) -> (3)
Оскільки G є компактним простором, то компонента зв'язності точки {\displaystyle g\in G} є перетином всіх відкрито-замкнутих підмножин, що містять цю точку. Також G є гаусдорфовим тому перетин всіх відкритих околів {\displaystyle g} є рівним цій точці. Оскільки за означенням 2 кожен відкритий окіл містить відкрито-замкнутий окіл, то перетин відкрито-замкнутих околів є рівним {\displaystyle g}. Тобто всі компоненти зв'язності є одноточковими і простір є цілком незв'язним.

#### (3) -> (1)
Оскільки простір є гаусдорфовим, компактним і цілком незв'язним то його одиничний елемент, як компонент зв'язності є рівним перетину всіх відкрито-замкнутих околів і оскільки як і вище кожен відкрито-замкнутий окіл містить відкриту нормальну підгрупу, то перетин всіх таких груп є теж рівним одиничному елементу. Позначимо {\displaystyle N_{i}:i\in I} систему таких підгруп. Оскільки G є компактним простором і усі {\displaystyle N_{i}} є відкритими підгрупами, то факторгрупи {\displaystyle A_{i}:=G/N_{i},\ i\in I} є скінченними. Введемо на I відношення часткового порядку: {\displaystyle i\leqslant j} якщо {\displaystyle N_{j}\subseteq N_{i}} і у цьому випадку визначені стандартні гомоморфізми {\displaystyle f_{i}^{j}:A_{j}\to A_{i}} задані як {\displaystyle f_{i}^{j}(gN_{j})=gN_{i}.} Для таких груп і гомоморфізмів можна ввести проєктивну границю {\displaystyle A=\varprojlim A_{i}} із стандартними проєкціями {\displaystyle p_{i}:A\to A_{i}} для яких {\displaystyle p_{i}=f_{i}^{j}\circ p_{j}}. Група A буде проскінченною за означенням 1.
Для групи G також існують неперервні гомоморфізми факторизації {\displaystyle q_{i}:G\to A_{i}} для яких {\displaystyle q_{i}=f_{i}^{j}\circ q_{j}}. Із універсальної властивості проєктивної границі випливає існування неперервного гомоморфізму {\displaystyle f:G\to H} для якого {\displaystyle q_{i}=p_{i}\circ f} для всіх i. 
f є ін'єктивним гомоморфізмом. Справді одиничний елемент групи A має вигляд {\displaystyle E=(eN_{i}),\ i\in I} і якщо для якогось елемента {\displaystyle f(g)=E} то {\displaystyle g\in N_{i}} для всіх i. Оскільки перетин {\displaystyle N_{i}} є рівним одиничному елементу, то {\displaystyle g=i.}
Якщо {\displaystyle (g_{i}N_{i}),\ i\in I} є якимось елементом A, то всі {\displaystyle g_{i}N_{i}} є замкнутими підмножинами оскільки {\displaystyle N_{i}} є відкрито-замкнутими. Для скінченної множини індексів {\displaystyle i_{1},\ldots ,i_{n}} перетин {\displaystyle \cap _{i_{k}}N_{i_{k}}} теж є нормальною підгрупою {\displaystyle N_{r}}, а тому {\displaystyle g_{r}N_{r}\subset \cap _{i_{k}}g_{i_{k}}N_{i_{k}}} тобто перетин довільної скінченної кількості множин виду {\displaystyle g_{i}N_{i}} є непорожнім. Із компактності звідси випливає існування {\displaystyle g\in \cap _{i\in I}g_{i}N_{i}.} Але тоді {\displaystyle gN_{i}=g_{i}N_{i}} для всіх i тобто елемент {\displaystyle (g_{i}N_{i}),\ i\in I} елемента g при гомоморфізмі f. Звідси f є сюр'єктивним.
Загалом f є бієктивним неперервним гомоморфізмом. Але G компактним простором і A є гаусдорфовим, а тому бієктивне неперервне відображення між такими просторами є гомеоморфізмом. Тобто G і A є ізоморфними як топологічні групи і G є проскінченною у першому означенні.

## Приклади
- Скінченні групи із дискретною топологією є проскінченними.
- Група p-адичних цілих чисел {\displaystyle \mathbb {Z} _{p}} із операцією додавання є проскінченною (навіть проциклічною). Вона є проєктивною границею скінченних груп {\displaystyle \mathbb {Z} /p^{n}\mathbb {Z} } де n є натуральними числами і стандартних відображень {\displaystyle \mathbb {Z} /p^{n}\mathbb {Z} \to \mathbb {Z} /p^{m}\mathbb {Z} } для {\displaystyle n\geqslant m}. Топологія {\displaystyle \mathbb {Z} _{p}} як проскінченної групи є рівною топології одержаної із p-адичного нормування елементів {\displaystyle \mathbb {Z} _{p}}.
- Група проскінченних цілих чисел {\displaystyle {\widehat {\mathbb {Z} }}} є проєктивною границею скінченних груп {\displaystyle \mathbb {Z} /n\mathbb {Z} } де {\displaystyle n=1,2,3,\dots } і стандартних відображень {\displaystyle \mathbb {Z} /n\mathbb {Z} \to \mathbb {Z} /m\mathbb {Z} } для {\displaystyle m|n}. Ця група є добутком усіх груп {\displaystyle \mathbb {Z} _{p}} і є абсолютною групою Галуа для будь-якого скінченного поля.
- У теорії Галуа для нескінченних розширень полів природно виникають групи Галуа, які є проскінченними. А саме, якщо L/K є розширенням Галуа і елементами групи G = Gal(L/K) є автоморфізми поля L, які є тотожними на підгрупі K, то G є проєктивною границею скінченних груп Gal(F/K), де F є підполем L, що містить K і розширення F/K є скінченним розширенням Галуа. Проєктивна границя будується для гомоморфізмів включення Gal(F1/K) → Gal(F2/K), де F2 ⊆ F1. Топологія Gal(L/K) як проскінченної групи називається топологією Круля. Кожна проскінченна група є ізоморфною групі Галуа для деякого поля K але наразі невідомі методи визначення для якого саме поля. Більш того для багатьох полів невідомо які скінченні групи є групами Галуа для якогось розширення K. Не кожна проскінченна група є абсолютною групою Галуа для деякого поля.

## Властивості
- Добуток довільної кількості проскінченних груп є проскінченною групою; топологія її як проскінченної групи є рівною. Проєктивна границя оберненої системи проскінченних груп із неперервними гомоморфізмами є проскінченною групою і функтор проєктивної границі є точним на категорії проскінченних груп.
- Кожна замкнута підгрупа проскінченної групи є проскінченною; топологія топологія її як проскінченної групи є рівною фактортопології. Якщо N є замкнутою нормальною підгрупою проскінченної групи G, тоді факторгрупа G/N є проскінченною; топологія її як проскінченної групи є рівною фактортопології.
- Оскільки кожна проскінченна група G є компактною і Гаусдорфовою на G існує міра Хаара.
- Підгрупа проскінченної групи є відкритою якщо і тільки якщо вона є замкнутою і має скінченний індекс.
- Теорема Ніколова — Сегала. У топологічно скінченнопородженій проскінченній групі (тобто проскінченній групі для якої існує щільна скінченно породжена підгрупа) підгрупи скінченного індекса є відкритими.
- Як наслідок із попередньої властивості, якщо φ: G → H є сюрєктивним гомоморфізмом  проскінченних груп G і H і G є топологічно скінченнопородженою, то φ є неперервним. Справді, кожна підгрупа H має скінченний індекс, тож її прообраз у G теж має скінченний індекс, отже є відкритою підгрупою.
- Нехай G і H є топологічно скінченнопородженими проскінченними групами, що є ізоморфними як абстрактні групи із ізоморфізмом ι. Тоді ι є бієкцією і неперервним відображенням згідно із попереднім результатом. Аналогічно і ι−1 є неперервним, тож ι є гомеоморфізмом. Таким чином топологія на топологічно скінченнопородженій проскінченній групі повністю визначається її алгебричною структурою.

## Проскінченне поповнення
Для довільної групи {\displaystyle G} існує пов'язана проскінченна група {\displaystyle {\widehat {G}}}, яка називається проскінченним поповненням групи {\displaystyle G}. За означенням вона є проєктивною границею груп {\displaystyle G/N}, де {\displaystyle N} є нормальними підгрупами у {\displaystyle G}, що мають скінченний індекс (як і вище ці нормальні підгрупи можна частково впорядкувати за включенням із природніми гомоморфізмами між факторгрупами можна одержати систему скінченних груп). Існує натуральний гомоморфізм {\displaystyle \eta :G\rightarrow {\widehat {G}}} і образ {\displaystyle G} при цьому є щільним у {\displaystyle {\widehat {G}}}. Гомоморфізм {\displaystyle \eta } є ін'єктивним якщо і тільки якщо для групи {\displaystyle G} виконується рівність
{\displaystyle \bigcap {N}=1}, де перетин береться для всіх нормальних підгруп скінченного індекса. 
Для гомоморфізма {\displaystyle \eta } виконується універсальна властивість: для будь-якої проскінченної групи {\displaystyle H} і гомоморфізму груп {\displaystyle f:G\rightarrow H} існує єдиний неперервний гомоморфізм груп {\displaystyle g:{\widehat {G}}\rightarrow H} для якого {\displaystyle f=g\eta }.